# Balladen aus dem alten Wien
Balladen aus dem alten Wien ist ein Gedichtband des österreichischen Schriftstellers Franz Karl Ginzkey, der 1923 erschien. Die Ausgabe wurde von Maria Grengg illustriert und ausgestattet. Bereits 1922 erschien ein Buch des gleichen Inhalts unter dem Titel Es war einmal. Alt-Wiener Balladen mit Illustrationen von Heinrich Lefler. Fünf Balladen daraus wurden schon in dem Band Balladen und neue Lieder aus dem Jahr 1910 veröffentlicht.

## Inhalt
Die 17 Balladen behandeln Themen aus der Geschichte Wiens, vor allem Anekdoten um historische Personen wie Prinz Eugen, Mozart oder Abraham a Sancta Clara und Überlieferungen, Sagen und Legenden aus dem mittelalterlichen Wien. Der Großteil der Balladen besitzt humoristischen Charakter. Unverkennbar ist dennoch ein lokalpatriotischer Zug und ein verklärender Blick besonders auf die behandelten historischen Personen Wiens. Die bekannteste Ballade dürfte jene über den lieben Augustin sein; weitere populäre Sagenstoffe werden in „Der Basilisk“ und „Die Himmelspförtnerin“ verarbeitet.
Das Buch umfasst folgende Dichtungen:
- Der schlafende Wagen (schon in Balladen und neue Lieder)
- Knabe Mozart in Schönbrunn
- Die Maienkönigin
- Das Veilchenfest
- Theater in Schönbrunn
- Ball im Apollosaal
- Das Totenlicht (schon in Balladen und neue Lieder)
- Das Lied vom Kegler Simon Gnu
- Die Himmelspförtnerin
- Abraham a Sancta Clara (schon in Balladen und neue Lieder)
- Der Basilisk (schon in Balladen und neue Lieder)
- Frohwitza
- Ballade vom lieben Augustin
- Martin Mux
- Das Wurstduell
- Der Teufel und die Bognerin
- Der Domherr von Passau

## Ausgaben
- Es war einmal. Munk, Wien 1922.
- Balladen aus dem alten Wien. Wila, Wien 1923.
- Altwiener Balladen. Österreichischer Bundesverlag, Wien 1955.
- Ballade vom lieben Augustin. Schallplatte. Amadeo, Wien 1961.

## Vertonungen
- Karl Herrmann: Altwiener Balladen, für eine Singstimme und Klavier, op. 310
- Vilma von Webenau: Die Himmelspförtnerin. Lied für Singstimme und Klavier
- Emil Petschnig: Ballade vom lieben Augustin, für Gesang und Orchester
- Emil Petschnig: Der Domherr von Passau, für Gesang und Klavier (1925)